# فهرست هندسه‌دانان

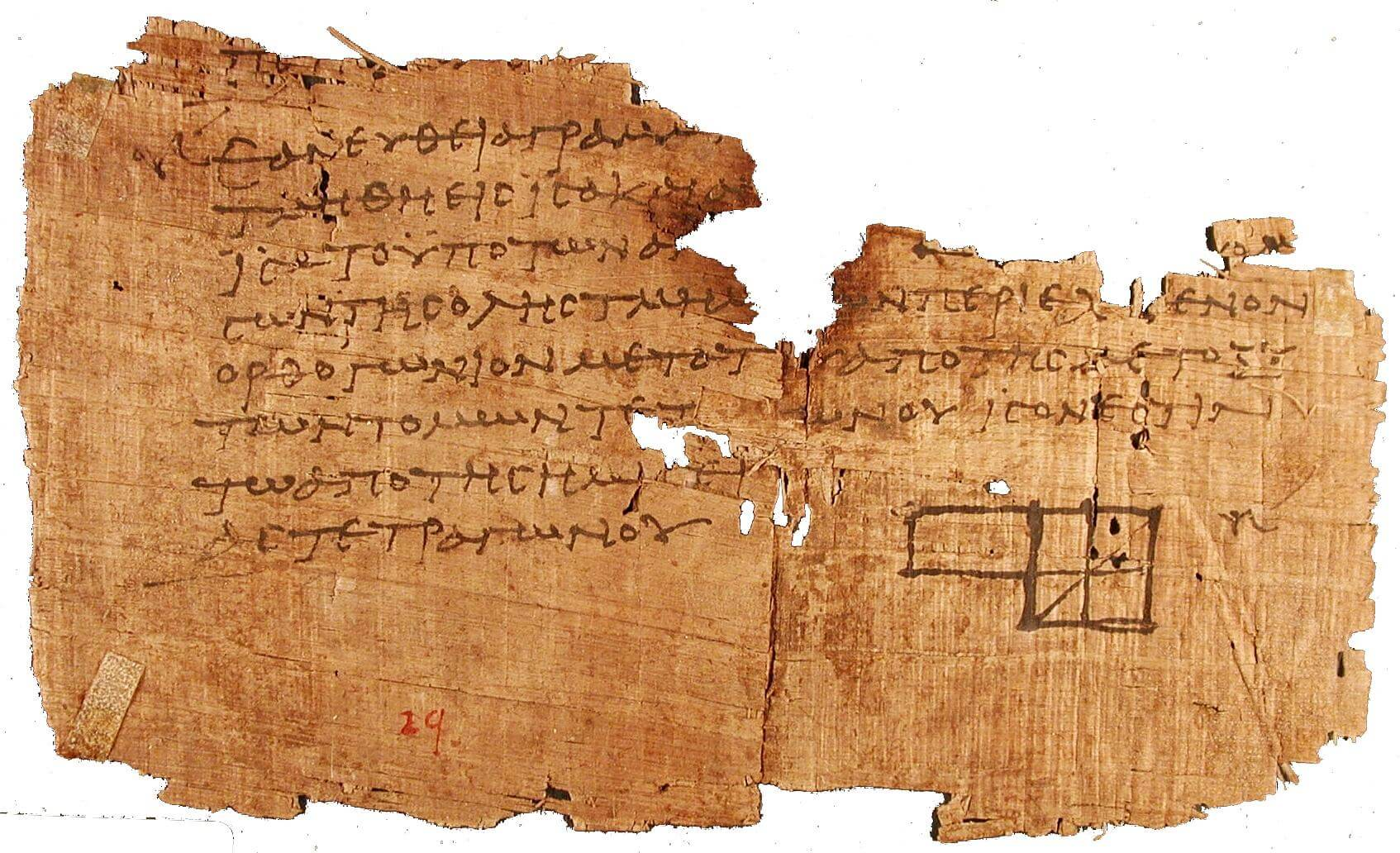
از قدیمی‌ترین تصاویر یافته شده از اصول اقلیدس

هندسه‌دان ریاضی‌دانی است که حوزهٔ پژوهش‌هایش در گسترهٔ هندسه می‌گنجد.
برخی از هندسه‌دانان سرشناس عبارتند از:

## ۱۰۰۰ پ.م. تا ۱ پ.م
- بودایانا (اوج حدود ۸۰۰ پ. م) - هندسه اقلیدسی، جبر هندسی
- ماناوا (حدود ۷۵۰ پ.م. –۶۹۰ پ. م) - هندسه اقلیدسی
- تالس (حدود ۶۲۴ پ.م. –حدود ۵۴۶ پ. م) - هندسه اقلیدسی
- فیثاغورس (حدود ۵۷۰ پ.م. –حدود ۴۹۵ پ. م) - هندسه اقلیدسی، قضیه فیثاغورس
- زنون الئایی (حدود ۴۹۰ پ.م. –حدود ۴۳۰ پ. م) - هندسه اقلیدسی
- بقراط خیوسی (متولد حدود ۴۷۰–درگذشت ۴۱۰ پ. م) -
- موزی (حدود ۴۶۸ پ.م. –حدود ۳۹۱ پ. م)
- افلاطون (۴۲۷–۳۴۷ پ. م)
- تئائتتوس (حدود ۴۱۷ پ.م. –۳۶۹ پ. م)
- اوتولوکوس پیتانی (۳۶۰–حدود ۲۹۰ پ. م) - اخترشناسی، هندسه کروی
- اقلیدس (اوج ۳۰۰ پ. م) - اصول اقلیدس، هندسه اقلیدسی (گاه معروف به «پدر هندسه»)
- آپولونیوس (حدود ۲۶۲ پ.م. –حدود ۱۹۰ پ. م) - هندسه اقلیدسی، مقطع مخروطی
- ارشمیدس (حدود ۲۸۷ پ.م. –حدود ۲۱۲ پ. م) - هندسه اقلیدسی
- اراتوستن (حدود ۲۷۶ پ.م. –حدود ۱۹۵/۱۹۴ پ. م) - هندسه اقلیدسی
- کاتیایانا (حدود قرن سوم پ. م) - هندسه اقلیدسی

## ۱–۱۳۰۰ میلادی
- هرون اسکندرانی (حدود میلادی ۱۰–۷۰) - هندسه اقلیدسی
- پاپوس اسکندرانی (حدود میلادی ۲۹۰–حدود ۳۵۰) - هندسه اقلیدسی، هندسه تصویری
- هیپاتیا (حدود میلادی ۳۷۰–حدود ۴۱۵) - هندسه اقلیدسی
- برهماگوپتا (۵۹۷–۶۶۸) - هندسه اقلیدسی، چهارضلعی محاطی
- ورجیلیوس سالزبرگ (حدود۷۰۰–۷۸۴) - کاردینال اقابو، اخترشناسی
- عباس بن سعید جواهری (حدود ۸۰۰–حدود ۸۶۰)
- ثابت بن قره (۸۲۶–۹۰۱) - هندسه تحلیلی، هندسه نااقلیدسی، مقطع مخروطی
- ابوالوفا محمد بوزجانی (۹۴۰–۹۹۸) - هندسه کروی، هندسه نااقلیدسی
- ابن هیثم (۹۶۵–حدود ۱۰۴۰)
- خیام (۱۰۴۸–۱۱۳۱) - هندسه جبری، مقطع مخروطی
- ابن مضاء (۱۱۱۶–۱۱۹۶)

## ۱۳۰۱–۱۸۰۰ میلادی
| لئوناردو دا وینچی | یوهانس کپلر       | ژرار دوسارگ            |
| رنه دکارت         | بلز پاسکال        | آیزاک نیوتن            |
| لئونارد اویلر     | کارل فریدریش گاوس | آگوست فردینانند موبیوس |
| نیکلای لوباچفسکی  | جان پلی‌فیر        | یاکوب اشتاینر          |

- پیرو دلا فرانچسکا (۱۴۱۵–۱۴۹۲)
- لئوناردو دا وینچی (۱۴۵۲–۱۵۱۹) - هندسه اقلیدسی
- یستادوا (حدود ۱۵۰۰–حدود ۱۶۱۰) - هندسه اقلیدسی، چهارضلعی محاطی
- مارتین گتالدیچ (۱۵۶۸–۱۶۲۶)
- یوهانس کپلر (۱۵۷۱–۱۶۳۰) - (استفاده از هندسه در اخترشناسی)
- ژرار دوسارگ (۱۵۹۱–۱۶۶۱) - هندسه تصویری
- رنه دکارت (۱۵۹۶–۱۶۵۰) - ابداع روش هندسه تحلیلی، یا هندسهٔ دکارتی
- بلز پاسکال (۱۶۲۳–۱۶۶۲) - هندسه تصویری
- جردانو ویتاله (۱۶۳۳–۱۷۱۱)
- فیلیپ دو لا هیر (۱۶۴۰–۱۷۱۸) - هندسه تصویری
- آیزاک نیوتن (۱۶۴۲–۱۷۲۷) - درجهٔ سوم منحنی جبری
- حوردانو سوا (۱۶۴۷–۱۷۳۴) - هندسه اقلیدسی
- جیرولامو ساکری (۱۶۶۷–۱۷۳۳) - هندسه نااقلیدسی
- لئونارد اویلر (۱۷۰۷–۱۷۸۳)
- توبیاس مایر (۱۷۲۳–۱۷۶۲)
- یوهان هاینریش لمبرت (۱۷۲۸–۱۷۷۷) - هندسه نااقلیدسی
- گاسپار مونژ (۱۷۴۶–۱۸۱۸) - هندسهٔ تشریحی
- جان پلی‌فیر (۱۷۴۸–۱۸۱۹) - هندسه اقلیدسی
- لازار کارنو (۱۷۵۳–۱۸۲۳) - هندسه تصویری
- یوزف دیاز جرجون (۱۷۷۱–۱۸۵۹) - هندسه تصویری
- کارل فریدریش گاوس (۱۷۷۷–۱۸۵۵) -
- لویی پوآنسو (۱۷۷۷–۱۸۵۹)
- سیمون دنی پواسون (۱۷۸۱–۱۸۴۰)
- ژان ویکتور پونسله (۱۷۸۸–۱۸۶۷) - هندسه تصویری
- آگوستین لویی کوشی (۱۷۸۹ – ۱۸۵۷)
- آگوست فردینانند موبیوس (۱۷۹۰–۱۸۶۸) - هندسه اقلیدسی
- نیکلای لوباچفسکی (۱۷۹۲–۱۸۵۶) - هندسه هذلولوی، یک هندسه نااقلیدسی
- جرمینال دندلین (۱۷۹۴–۱۸۴۷) - کره‌های دندلین در مقطع مخروطی
- یاکوب اشتاینر (۱۷۹۶–۱۸۶۳) -هندسه تصویری، هندسه اقلیدسی

## ۱۸۰۱–۱۹۰۰ میلادی
| یولیوس پلوکر  | آرتور کیلی     | برنهارت ریمان    |
| ریچارد ددکیند | ماکس نوتر      | فلیکس کلاین      |
| آنری پوانکاره | اوگراف فدوروف  | آلیسا بولی استوت |
| آلبرت اینشتین | باکمینستر فولر | موریس اشر        |

- کارل ویلهلم فوئرباخ (۱۸۰۰–۱۸۳۴) - هندسه اقلیدسی
- یولیوس پلوکر (۱۸۰۱–۱۸۶۸)
- یانوش بویایی (۱۸۰۲–۱۸۶۰) - هندسه هذلولوی، a هندسه نااقلیدسی
- کریستیان هینریش وان ناجل (۱۸۰۳–۱۸۸۲) - هندسه اقلیدسی
- یوهان بندیکت لیستینگ (۱۸۰۸–۱۸۸۲) - توپولوژی
- اتو هسه (۱۸۱۱–۱۸۷۴) - نظریه نامتغیر و هندسه
- پیر اوسیان بونه (۱۸۱۹–۱۸۹۲) - هندسه دیفرانسیل
- آرتور کیلی (۱۸۲۱–۱۸۹۵)
- جوزف برتراند (۱۸۲۲–۱۹۰۰)
- دلفینو کدازی (۱۸۲۴–۱۸۷۳) - هندسه دیفرانسیل
- برنهارت ریمان (۱۸۲۶–۱۸۶۶) - هندسه بیضوی (یک هندسه نااقلیدسی) و هندسه ریمانی
- ریچارد ددکیند (۱۸۳۱–۱۹۱۶)
- لودویگ برمستر (۱۸۴۰–۱۹۲۷)
- ادموند هس (۱۸۴۳–۱۹۰۳)
- آلبرت ویکتور بکلوند (۱۸۴۵–۱۹۲۲)
- ماکس نوتر (۱۸۴۴–۱۹۲۱) - هندسه جبری
- آنری بروکار (۱۸۴۵–۱۹۲۲) - نقاط بروکار
- ویلیام کینگدم کلیفورد (۱۸۴۵–۱۸۷۹) - جبر هندسی
- پیتر هندریک شوته (۱۸۴۶–۱۹۲۳)
- فلیکس کلاین (۱۸۴۹–۱۹۲۵)
- سوفیا کووالوسکایا (۱۸۵۰–۱۸۹۱)
- اوگراف فدوروف (۱۸۵۳–۱۹۱۹)
- آنری پوانکاره (۱۸۵۴–۱۹۱۲)
- لوییجی بیانکی (۱۸۵۶–۱۹۲۸) - هندسه دیفرانسیل
- آلیسا بولی استوت (۱۸۶۰–۱۹۴۰)
- هرمان مینکوفسکی (۱۸۶۴–۱۹۰۹) - هندسه نااقلیدسی
- هنری فردریک بیکر (۱۸۶۶–۱۹۵۶) - هندسه جبری
- الی کارتان (۱۸۶۹–۱۹۵۱)
- دیمیتری اگوروف (۱۸۶۹–۱۹۳۱) - هندسه دیفرانسیل
- ونیامین کیگان (۱۸۶۹–۱۹۵۳)
- رائول بریکار (۱۸۷۰–۱۹۴۴)
- ارنست اشتاینیتس (۱۸۷۱–۱۹۲۸)
- مارسل گروسمان (۱۸۷۸–۱۹۳۶)
- آلبرت اینشتین (۱۸۷۹–۱۹۵۵) - هندسه نااقلیدسی
- اسوالد وبلن (۱۸۸۰–۱۹۶۰) - هندسه تصویری، هندسه دیفرانسیل
- امی نوتر (۱۸۸۲–۱۹۳۵) - توپولوژی جبری
- هری کلینتون گوسارد (۱۸۸۴–۱۹۵۴)
- آرتور روزنتال (۱۸۸۷–۱۹۵۹)
- باکمینستر فولر (۱۸۹۵–۱۹۸۳)
- هلموت هاسه (۱۸۹۸–۱۹۷۹) - هندسه جبری
- موریس اشر (۱۸۹۸–۱۹۷۲) - نقاشی که از هندسه در کارهایش بهره برد

## ۱۹۰۱–کنون
| اچ. اس. ام. کاکسیتر | ارنست ویت      | بنوآ مندلبرو     |
| برانکو گرونباوم     | مایکل آتیا     | جان هورتون کانوی |
| ویلیام ثرستن        | میخائیل گروموف | جرج دابلیو. هارت |
| شینگ تونگ یائو      | کاروی بزدک     | گریگوری پرلمان   |

- ویلیام والانس داگلاس هاج (۱۹۰۳–۱۹۷۵)
- پاتریک دو وال (۱۹۰۳–۱۹۸۷)
- بنیامینو سگره (۱۹۰۳–۱۹۷۷) - هندسه گسسته
- ساموئل ال. گرایتزر (۱۹۰۵–۱۹۸۸) - اولین رئیس المپیاد ریاضی ایالات متحده آمریکا
- آندره وی (۱۹۰۶–۱۹۹۸) - هندسه جبری
- اچ. اس. ام. کاکسیتر (۱۹۰۷–۲۰۰۳) - نظریهٔ چندبر، هندسه نااقلیدسی، هندسه تصویری
- جی. ای. تاد (۱۹۰۸–۱۹۹۴)
- دنیل پیدو (۱۹۱۰–۱۹۹۸)
- شیینگ-شن چرن (۱۹۱۱–۲۰۰۴) - هندسه دیفرانسیل
- ارنست ویت (۱۹۱۱–۱۹۹۱)
- رافائل آرتسی (۱۹۱۲–۲۰۰۶)
- الکساندر دانیلویچ الکساندروف (۱۹۱۲–۱۹۹۹)
- لاسلو فیش توت (۱۹۱۵–۲۰۰۵)
- ادوین اوریست مویز (۱۹۱۸–۱۹۹۸)
- الکسی پوگورلوف (۱۹۱۹–۲۰۰۲) - هندسهٔ دیفرانسیل
- مگنوس ونینگر (۱۹۱۹–۲۰۱۷)
- ژان-لوئی کوسول (۱۹۲۱–۲۰۱۸)
- ایساک یاگلوم (۱۹۲۱–۱۹۸۸)
- بنوآ مندلبرو (۱۹۲۴–۲۰۱۰) - فراکتال
- کاتسومی نومیزو (۱۹۲۴–۲۰۰۸)
- مایکل اس. لانگت-هیگینز (۱۹۲۵–۲۰۱۶)
- جان لیچ (۱۹۲۶–۱۹۹۲)
- الکساندر گروتندیک (۱۹۲۸–۲۰۱۴) - هندسه جبری
- برانکو گرونباوم (۱۹۲۹–۲۰۱۸) - هندسه گسسته
- مایکل آتیا (۱۹۲۹–)
- لو سیمینوویچ پونتریگین (۱۹۰۸–۱۹۸۸)
- جفری کالین شپرد (حدود ۱۹۳۰–)
- نورمن دابلیو. جانسون (۱۹۳۰–)
- جان میلنور (۱۹۳۱–)
- راجر پنروز (۱۹۳۱–)
- یوری مانین (۱۹۳۷–) - هندسه جبری و هندسه دیوفانتین
- ولادیمیر آرنولد (۱۹۳۷–۲۰۱۰) - هندسه جبری
- ارنست وینبرگ (۱۹۳۷–)
- جان هورتون کانوی (۱۹۳۷–) - فضاپرکنی با کره، هندسه تفریحی
- رابین هارتسهورن (۱۹۳۸–)
- فیلیپ گریفیتس (۱۹۳۸–) - هندسه جبری، هندسه دیفرانسیل
- انریکو بمبیری (۱۹۴۰–) - هندسه جبری
- رابرت ویلیامز (۱۹۴۲–)
- پیتر مک‌مالن (۱۹۴۲–)
- ریچارد اس. همیلتون (۱۹۴۳–) - هندسه دیفرانسیل، جریان ریچی، حدس پوانکاره
- میخائیل گروموف (۱۹۴۳–)
- رودی راکر (۱۹۴۶–)
- ویلیام ثرستن (۱۹۴۶–۲۰۱۲)
- شینگ تونگ یائو (۱۹۴۹–)
- مایکل فریدمن (۱۹۵۱–)
- ایگان شولتی (۱۹۵۵–) - چندبر
- جرج دابلیو. هارت (۱۹۵۵–) - مجسمه‌ساز
- کاروی بزدک (۱۹۵۵–) - هندسه گسسته، فضاپرکنی با کره، هندسه اقلیدسی، هندسه نااقلیدسی
- سایمون دونالدسون (۱۹۵۷–)
- گریگوری پرلمان (۱۹۶۶–) - حدس پوانکاره
- مریم میرزاخانی (۱۹۷۷–۲۰۱۷)
- بیورن پونن (۱۹۶۸–)